# Maria Toorpakai Wazir
Maria Gulgatai Toorpakay Wazir (in urdu ماریہ تورپیکئی وزیر‎?; Waziristan del Sud, 22 novembre 1990) è una giocatrice di squash pakistana.
Nata nel Waziristan del Sud, ha dovuto fin da piccola, come racconta nella sua biografia La figlia diversa, travestirsi da maschio per poter liberamente uscire di casa a giocare e per iniziare a praticare uno sport, attività che nella sua tribù Wazir sono riservate solamente agli uomini. È stata la prima donna appartenente a una FATA, Area Tribale di Amministrazione Federale, a partecipare a tornei di squash in Pakistan.

## Biografia
Maria Gulgatai Toorpakai Wazir nasce il 22 novembre 1990 in un villaggio nel Waziristan del Sud, regione di confine tra Pakistan e Afghanistan facente parte del gruppo delle FATA, regioni ufficialmente di amministrazione federale del Pakistan governate dalle tribù locali e dai Talebani.
Il padre Shams Qayyum Wazir, di origini aristocratiche, ha permesso subito alle donne della sua famiglia di vivere in una condizione di parità con gli uomini tra le mura della casa. Alla madre Yasrab e alla figlia Ayesha Gulalai Wazir è stato sempre permesso di studiare così come a Maria è stato permesso di praticare sport. Le idee liberali del padre, in netto contrasto con le tradizioni dei Pashtun che non prevedono attività sportive o di studio per le donne e che impongono a queste di non uscire di casa se non accompagnate da un individuo di sesso maschile e indossando il burqa, hanno creato da sempre delle tensioni tra la famiglia di Maria e il resto del villaggio. Il padre viene arrestato per due volte e infine la famiglia è costretta a emigrare.
Maria a quattro anni si trasferisce con la famiglia nella città di Dera Ismail Khan dove il padre insegna meccanica e la madre si iscrive a un corso di laurea in storia. In questa città all'età di cinque anni circa Maria chiede al padre di poter indossare vestiti da maschio e l'uomo acconsente consegnandole i vecchi indumenti del fratello maggiore Taimur da utilizzare all'interno delle mura della casa. La ragazza inizia segretamente ad uscire all'aria aperta vestita da maschio quando nessuno può vederla e un giorno, dopo essersi tagliata i capelli, brucia tutti i suoi abiti da bambina in una buca nel giardino di casa. Maria stessa nella sua biografia afferma che quello fu il gesto che la cambiò per sempre:
(Maria Toorpakai, Katharine Holstein (a cura di). La figlia diversa pp. 68, 69)
Da quel momento Maria ha il permesso di uscire a giocare con gli altri ragazzi travestita da maschio cambiando il suo nome in Gengis Khan.
A sette anni la famiglia fa ritorno al villaggio natio, prima di trasferirsi nella città di Miranshah. Durante la permanenza nella loro valle natale Maria e sua sorella hanno occasione di conoscere Benazir Bhutto, politica pakistana che si batteva per i diritti delle donne. In occasione di questo incontro però viene comunicato alla famiglia di Maria la decisione da parte degli anziani della loro tribù di bandirli per sempre.
Seguono altri trasferimenti, prima nella città di Darra Adam Khel dove la madre fonda una scuola per ragazze e per questo la famiglia viene perseguitata, prima con lettere minatorie e poi con l'irruzione di un uomo armato nella loro casa, poi nella città di Peshawar nel 2001. Qui Maria riprende a frequentare la scuola femminile, accettando di vestirsi da donna per entrarvi.
A Peshawar Maria entra in contatto per la prima volta con l'ambiente sportivo: il padre la porta al centro per la pratica del sollevamento pesi per allontanarla dalle frequenti risse che ingaggiava, travestita da maschio, con gli altri bambini in strada. Pratica questo sport continuando a mantenere nascosto il suo vero sesso e mantenendo il nome fittizio di Gengis Khan e partecipa ad un torneo nella città di Lahore arrivando seconda nella sua categoria di peso, confrontandosi quindi con avversari maschi.

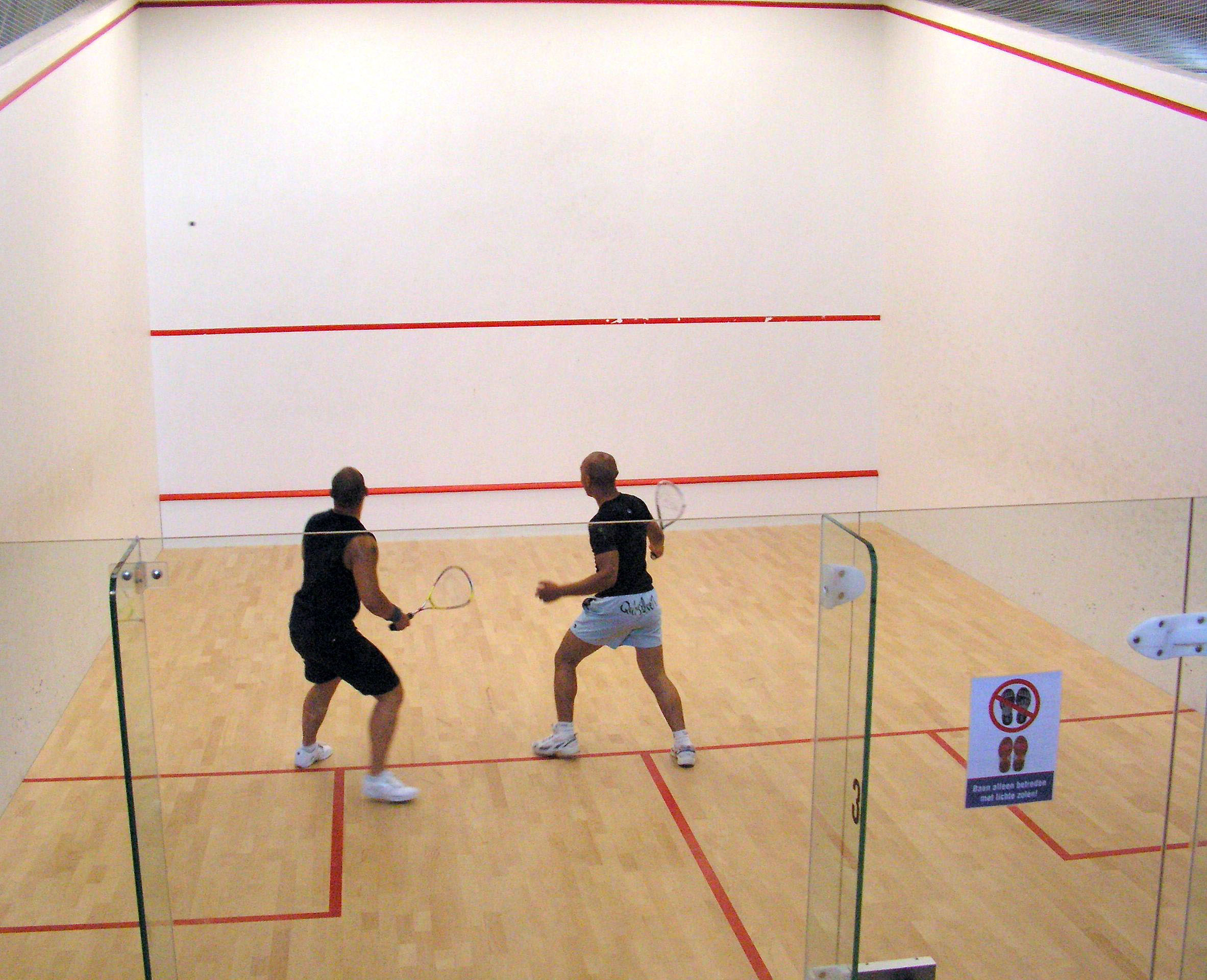
Una partita di squash

In seguito all'esperienza con il sollevamento pesi Maria viene a conoscenza dello squash, secondo sport più popolare in Pakistan. Si iscrive all'accademia della città fornendo il suo vero nome da ragazza e riesce a mantenerlo segreto agli altri allievi per un po' di tempo, fino a quando viene scoperta. I pregiudizi, la rabbia e le offese dei ragazzi rendono per Maria l'accademia un posto invivibile. Maria decide per un periodo di tempo di interrompere la frequentazione, periodo durante il quale si allena a casa utilizzando una parete.
Partecipa al suo primo torneo di squash a Wah Cantonment, nel campionato femminile Under 13, e lo vince portando a casa un premio in denaro.
Maria Toorpakai diventa così la prima donna appartenente ad un'area tribale delle FATA ad aver partecipato ad un torneo internazionale di squash, giocando inoltre senza velo, in pantaloncini e maglietta.
Partecipa in seguito anche ai Giochi asiatici giovanili a Lahore dove viene notata dall'allenatore della nazionale femminile di squash Rahim Gul che le permette di allenarsi con la squadra. A dodici anni va con le compagne di squadra a Islamabad per la qualificazione dei Giochi Asiatici assoluti non riuscendo però a qualificarsi. L'invasione dell'Iraq da parte degli Stati Uniti nel 2003 però causa l'interruzione dell'evento sportivo che viene ripetuto qualche mese dopo.
In questa seconda occasione Maria riesce a superare la qualificazione vincendo il bronzo individuale e l'argento in squadra, entrando così ufficialmente a far parte della nazionale femminile di squash del Pakistan. Ai Giochi Asiatici in Malesia la squadra non ottiene risultati positivi ma questo non influisce sulla carriera di Maria che diventa professionista nel 2006 giocando prima per l'esercito e successivamente per la WAPDA.
Dopo essere diventata la prima giocatrice del Pakistan Maria riceve l'importante premio per l'eccellenza dello sport, il premio Salam Pakistan, consegnatole dal presidente del Pakistan Pervez Musharraf.
La sua foto accanto al presidente appare sui giornali e questo attira le ire degli estremisti talebani che considerano il presidente una "pedina nelle mani americane" e che ritengono la carriera sportiva di Maria come una violazione dei codici e delle tradizioni. Viene inviata una lettera di minacce direttamente alla ragazza e successivamente viene minacciata con delle telefonate anche l'accademia a Peshawar dove Maria si allena, tanto che il governo le concede una scorta armata. In seguito a un falso allarme bomba, un borsone pieno di asciugamani lasciato su un campo da gioco dell'accademia, Maria decide di non frequentare più l'accademia per non essere un pericolo per gli altri allievi.
In seguito a questi eventi la ragazza decide di inviare svariate mail a università di tutto il mondo descrivendo la sua situazione e inviando il suo curriculum nella speranza di trovare una struttura lontana disposta ad ospitarla e ad allenarla. Invia anche una mail a Jonathon Power, due volte campione del mondo di squash, in seguito alla diffusione di un annuncio dell'uomo che cercava un allenatore di squash per la sua nuova scuola in Canada, a Toronto.
Nel 2010 si iscrive ai Giochi preolimpici nazionali a Peshawar ma deve alla fine rinunciare per minacce; continua comunque a partecipare a dei tornei di squash in Asia meridionale e arriva terza ai mondiali juniores.
Nel 2011, in seguito alla risposta positiva da parte di Jonathon Power, Maria si trasferisce a Toronto per allenarsi e lavorare alla National Squash Academy. Un anno dopo essersi allenata in Canada partecipa al Liberty Bell Open di Philadelphia vincendolo.

## Risultati Sportivi
- Ha ricevuto nell'agosto del 2007 il premio Salaam Pakistan per l'eccellenza nello sport, consegnato dal presidente del Pakistan
- Nel 2007 è dichiarata la miglior giovane giocatrice WISPA dell'anno
- Nel 2012 vince il Liberty Bell Open partendo dai round di qualificazione
- Sempre nel 2012 vince il Southwest Open
- Vince nel settembre 2013 la Nash Cup
- Vince il secondo Torneo Internazionale Femminile di squash della città di Bahria diventando la prima donna pakistana a vincere un evento PSA Challenger 10[24]